# Alan Sugar
Sir Alan Michael Sugar (nascut el 24 de març de 1947) és un emprenedor, empresari i celebritat televisiva britànic. Amb orígens al popular barri East End de Londres, Sugar posseeix ara una fortuna calculada en £730 milions (1,16 mil milions USD$), i ocupa la 59a posició en el Sunday Times Rich List 2009 (un gran ascens, considerant-se que encara havent perdut £100 milions, el 2008 ell ocupava la 92a posició). En 2007, ell va vendre Amstrad, un dels seus més grans emprendiments al món dels negocis.
Sugar també és notable pel període que va passar com a president del Tottenham Hotspur FC, entre 1991 i 2001, i per protagonitzar la sèrie de TV de BBC «The Apprentice» (L'Aprenent), transmesa anualment durant cinc temporades (de 2005 a 2009) i basada en el programa homònim de la TV estatunidenca, protagonitzat per l'empresari Donald Trump.

## Biografia
Alan Michael Sugar va néixer el 24 de març de 1947 a Hackney, East London, en el si d'una família jueva. El seu pare, Nathan, era sastre a la indústria de la confecció de l'East End. Els seus avis materns van néixer a Rússia, i el seu avi patern va néixer a Polònia. L'àvia paterna de Sugar, Sarah Sugar, va néixer a Londres de pares polonesos.
Quan Sugar era jove, la seva família vivia en un pis municipal. A causa dels seus cabells abundants i arrissats, se li va sobrenomenar cap de fregona, un nom que encara segueix en l'actualitat. Va anar a la Northwold Primary School i després a la Brooke House Secondary School a Upper Clapton, Hackney, i va guanyar diners extra treballant en una fruiteria. Després de deixar l'escola als 16 anys, va treballar breument per a la funció pública com a estadístic al Ministeri d'Educació.

## Amstrad
El 1968, amb 21 anys, Sugar va crear Amstrad amb 100 lliures d'estalvi d'oficines de correus. Va començar venent antenes de ràdio per a cotxes i altres productes elèctrics des d'una furgoneta que havia comprat per 50 lliures i assegurada per 8 lliures.

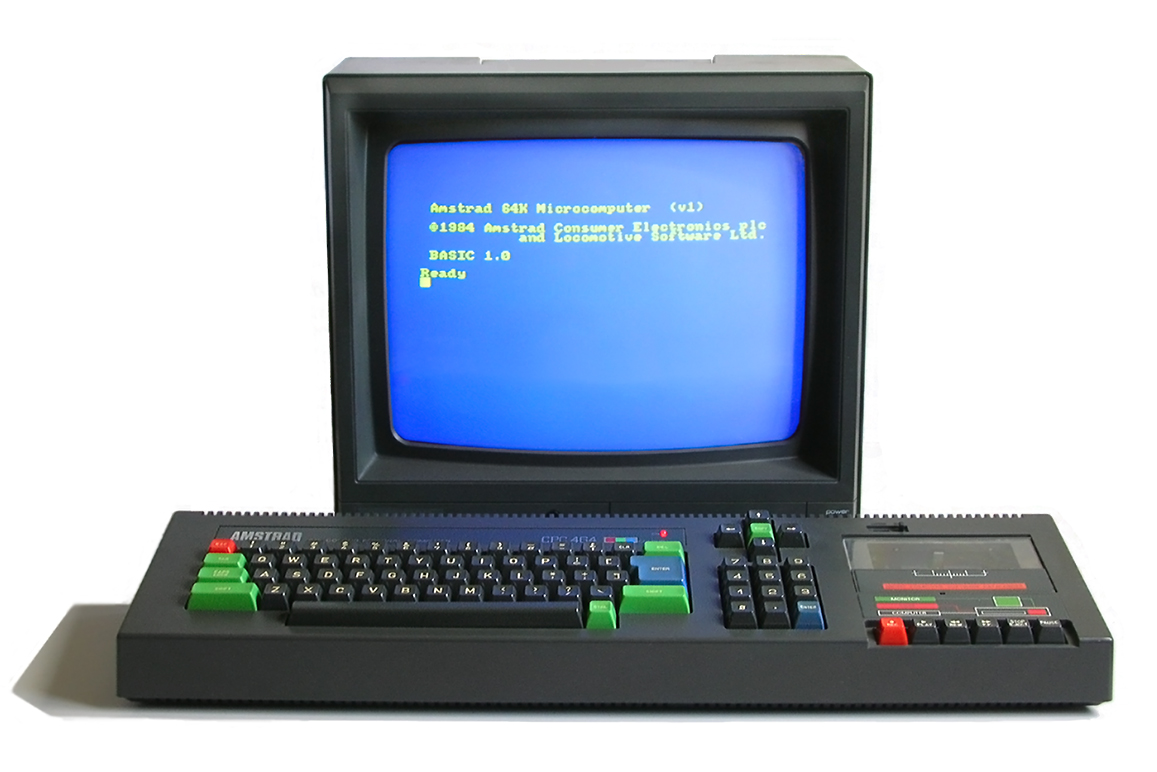
Ordinador personal CPC 464 d’Amstrad

El nom de l'empresa es va formar a partir de les seves inicials i les quatre primeres lletres de la paraula 'trading': A lan M ichael Sugar Trad ing. Va començar com a importador/exportador general i majorista; l'any 1970 la primera empresa de fabricació estava en marxa. Va aconseguir preus de producció més baixos mitjançant l'ús de plàstics d'emmotllament per injecció per a les cobertes de plats giratoris d'alta fidelitat, soscavant greument els competidors que utilitzaven processos de conformació al buit. A mitjans de la dècada del 1970 la capacitat de fabricació es va ampliar per incloure la producció d'amplificadors d'àudio, platines d'enregistrament de casset estèreo i sintonitzadors de ràdio AM/FM. En la majoria dels casos superant la competència pel preu.
El 1980, Amstrad va cotitzar a la Borsa de Londres i durant la dècada del 1980 Amstrad va duplicar els seus beneficis i el seu valor de mercat cada any. El 1984, reconeixent l'oportunitat de l'era dels ordinadors domèstics, Amstrad va llançar una màquina de 8 bits, l’Amstrad CPC 464. Tot i que la gamma CPC eren màquines atractives, amb capacitat CP/M i un bon intèrpret BASIC, va haver de competir amb els seus grans rivals, el Commodore 64 gràficament més complex i el popular Sinclair ZX Spectrum, per no parlar de la molt sofisticada BBC. Micro. Malgrat això, es van vendre tres milions d'unitats a tot el món amb una llarga vida útil de vuit anys. Va inspirar una versió d'Alemanya de l'Est amb processadors de clon Z80. El 1985, Sugar va tenir un altre gran avenç amb el llançament del processador de textos Amstrad PCW 8256 que es va vendre a més de 300 lliures esterlines, però encara era considerablement més barat que les màquines rivals (com l'Apple Macintosh Plus, que es va vendre a 2.599 dòlars). El 1986, Amstrad va comprar els drets de la línia de productes informàtics Sinclair i va produir dos models ZX Spectrum més amb un estil similar a les seves màquines CPC. També va desenvolupar l'PC1512, un ordinador compatible amb PC, que es va fer força popular a Europa i va ser el primer d'una línia d'ordinadors Amstrad.
El 1988, Stewart Alsop II va anomenar Sugar i Jack Tramiel els dos empresaris líders del món com a guerra. La dècada del 1990 va ser un moment difícil per a l'empresa. El llançament d'una sèrie d'ordinadors per a empreses es va veure afectat per discos durs poc fiables (subministrats per Seagate), causant alts nivells d'insatisfacció dels clients i danyant la reputació d'Amstrad al mercat dels ordinadors personals, del qual mai es va recuperar. Posteriorment, Seagate va rebre l'ordre de pagar a Amstrad 153 milions de dòlars en danys i perjudicis per la pèrdua d'ingressos. Més tard, es va reduir en 22 milions de dòlars en un acord extrajudicial. A principis de la dècada del 1990, Amstrad va començar a centrar-se en ordinadors portàtils més que en ordinadors d'escriptori. A més, l'any 1990, Amstrad va entrar al mercat dels jocs amb l'Amstrad GX4000, però va ser un fracàs comercial, en gran part perquè només hi havia una mala selecció de jocs disponibles. A més, va ser immediatament substituït per les consoles japoneses: Mega Drive i Super NES, que ambdues tenien una selecció de jocs molt més completa. El 1993, Amstrad va llançar el PenPad, una PDA, i va comprar Betacom i Viglen per centrar-se més en les telecomunicacions que en els ordinadors. Amstrad va llançar el primer dels seus dispositius combinats de telefonia i correu electrònic, anomenat em@iler, seguit de em@ilerplus el 2002, cap dels quals es va vendre en gran volum.

El 31 de juliol de 2007, es va anunciar que l'emissora BSkyB havia acceptat comprar Amstrad per uns 125 milions de lliures esterlines. En el moment de l'adquisició, Sugar va comentar que volia participar en el negoci, i va dir: «Enguany faig 60 anys i porto 40 anys treballant al negoci, però ara he de començar a pensar en el meu equip. de personal lleial, molts dels quals han estat amb mi durant molts anys». El 2 de juliol de 2008 es va anunciar que Sugar deixava d'Amstrad com a president, per centrar-se en els seus altres interessos comercials.
| « | L'any passat em vaig trobar perdent la confiança en el partit a causa de les seves polítiques empresarials negatives i els conceptes generals antiempresarials que estaven considerant si eren elegits. Ho vaig expressar diverses vegades a les més altes figures del partit. Vaig signar a New Labour l'any 1997, però més recentment, sobretot en relació amb els negocis, vaig notar un canvi de política que tornava cap al que representava Old Labour. A principis d'aquest any havia pres la meva decisió de dimitir del partit sigui quin sigui el resultat de les eleccions generals. | » |

## Implicació política
Des de 1997 fins a 2015, Sugar va ser membre del Partit Laborista. El 2001, va ser un dels 50 principals donants del Labour, donant 200.000 lliures a la seu central. El febrer de 2009, el periodista de l'Evening Standard, Andrew Gilligan, va informar que s'havia acostat a Sugar per ser el candidat laborista a l'alcaldia de Londres el 2012. Posteriorment, Sugar va ridiculitzar el suggeriment en una entrevista a The Guardian. Durant la remodelació del gabinet del primer ministre Gordon Brown el 5 de juny de 2009, la BBC va informar que se li donaria una noblesa vitalícia i que li havien ofert una feina com a Campió de l'empresa del govern. El 7 de juny de 2009, Sugar va intentar aclarir el caràcter no polític del seu nomenament. Va afirmar que no entraria al govern, que el nomenament era políticament neutral i que l'únic que volia fer era ajudar a empreses i emprenedors. El 20 de juliol de 2009, va ser batejat Baron Sugar, de Clapton, al districte londinenc de Hackney. Va fer el seu discurs inaugural a la Cambra dels Lords el 25 de novembre de 2009.
El 2011, Sugar va donar un total de 69.000 lliures al laborisme o a l'oficina del líder Ed Miliband, però l'any següent va desafiar les regles del partit per implorar al públic que no votés pel seu candidat a l'alcalde de Londres, Ken Livingstone.
L'agost de 2014, Sugar va ser una de les 200 personalitats públiques que van signar una carta a The Guardian on expressava la seva esperança que Escòcia votés per continuar formant part del Regne Unit al referèndum del setembre sobre aquesta qüestió.
Segons la BBC el 2015, Sugar havia donat 163.827 lliures als laboristes des que Ed Miliband es va convertir en líder el 2010, però l'11 de maig de 2015, quatre dies després que el Partit Conservador guanyés les eleccions generals d'aquell any, Sugar va anunciar que marxaria. Laboral. Va emetre un comunicat per dir:
| « | L'any passat em vaig trobar perdent la confiança en el partit a causa de les seves polítiques empresarials negatives i els conceptes generals antiempresarials que estaven considerant si eren elegits. Ho vaig expressar diverses vegades a les més altes figures del partit. Vaig signar a New Labour l'any 1997, però més recentment, sobretot en relació amb els negocis, vaig notar un canvi de política que tornava cap al que representava Old Labour. A principis d'aquest any havia pres la meva decisió de dimitir del partit sigui quin sigui el resultat de les eleccions generals. | » |

Abans de les eleccions a l'alcaldia de Londres de 2016, Sugar va dir que és popular políticament i va instar repetidament el públic a no votar pel guanyador final, el candidat laborista Sadiq Khan.
El 2016, Sugar va avalar la campanya Remain per al referèndum sobre la pertinença a la Unió Europea.
El maig de 2017, Sugar va avalar el Partit Conservador a les eleccions generals d'aquell any. Durant una entrevista de ràdio del juny de 2017 amb Nick Ferrari de LBC, a Sugar se li va preguntar sobre el resultat de les eleccions generals. Va dir: «És molt, molt sorprenent. Crec que m'uniria a molta gent quan dic que la campanya de Theresa May i els conservadors mancava molt del que anaven a oferir al públic». Va afegir que el líder laborista Jeremy Corbyn «va fer una molt bona feina cortejant la gent jove i educada. Jo afegiria que les persones que el van votar són bastant brillants i educades, però tampoc tenen molta experiència a la vida».
El 31 de març de 2018, després de les queixes dels polítics laboristes, Sugar va eliminar un tuit que mostrava una imatge editada de Jeremy Corbyn en un cotxe amb Adolf Hitler. L'incident es va produir després que Corbyn digués que el partit «ha de fer-ho millor» per resoldre els problemes del partit amb l'antisemitisme. El canceller de l'ombra, John McDonnell, l'havia instat a suprimir i negar el tuit. Sugar va respondre que ell no va ser l'autor i que no hi ha fum sense foc al treball.
El 5 d'abril de 2018, Sugar va publicar una oda crítica a Jeremy Corbyn, i el desembre d'aquell any, va anunciar durant una entrevista televisiva que abandonaria la Gran Bretanya si Corbyn esdevenia primer ministre.
Sugar va doanr suport a Boris Johnson durant l'elecció de lideratge del Partit Conservador 2019, i va donar suport al partit en les eleccions generals d'aquest any.

## Vida personal
Sugar ha declarat que és ateu, però segueix orgullós de la seva herència jueva. Es va casar amb Ann Simons, una antiga perruquera, el 28 d'abril de 1968 a Great Portland Street, Londres. Tenen dos fills, Daniel i Simon, i una filla, Louise. Antigament, la parella vivia principalment a Chigwell, Essex.
Sugar posseeix un avió Cirrus SR22 de quatre places i un jet Embraer Legacy 650 de 13 places. Durant un intent d'aterratge amb el seu Cirrus al camp d'aviació d'herba City Airport Manchester el 5 de juliol de 2008, va superar la pista després de l'aterratge a causa del mal temps i les condicions del camp humit. No hi va haver ferits, tot i que l'avió va quedar lleugerament danyat.
El febrer de 2009, es va informar que Sugar havia iniciat un procediment legal contra el diari The Sun després d'un informe que havia estat nomenat en una llista d'èxits de jueus britànics en resposta a l'operació militar en curs d'Israel a Gaza. Se suposa que les amenaces van ser fetes per Glen Jenvey, la font de la història original a The Sun, que va publicar en un lloc web musulmà amb una identitat falsa. El 10 de juny de 2020, ell, pilot des de 1975, va anunciar a Twitter que acceptava el lliurament d'un nou avió monomotor Cirrus SR22T 2020 dels Estats Units, on és propietari d'una casa a Florida i de diversos vaixells, inclòs un renovat anomenat Little i un super iot.
El 2015, Sugar tenia una fortuna estimada de 1.040 milions de lliures esterlines (entre 1,07 i 1,137 milions de lliures esterlines el 2024).
El desembre de 2020, Sugar va anunciar que tant el seu germà com la seva germana havien mort per COVID-19.
A la dècada de 2020, Sugar es va traslladar a Austràlia permanentment com a exiliat fiscal per ajudar a mitigar la seva obligació fiscal al Regne Unit. La mesura va resultar contraproduent quan els seus assessors financers no van tenir en compte les reformes fiscals del 2010 que s'apliquen als companys del regne. Com a resultat, Sugar va escriure un xec de 186 milions de lliures a pagar a HMRC per l'impost degut sobre els dividends d'accions que va rebre de la seva empresa Amshold el 2021, per un import de 390 milions de lliures.
El febrer de 2022, Patrick Gomes, de 70 anys, va ser empresonat durant tres anys i sis mesos per enviar amenaces de mort antisemites a Sugar, en resposta als seus comentaris sobre l'antisemitisme al Partit Laborista.